# Tachypeza tanaisense
Tachypeza tanaisense is een vliegensoort uit de familie van de Hybotidae. De wetenschappelijke naam van de soort is voor het eerst geldig gepubliceerd in 1975 door Kovalev in Chvala.